# Grotteria
Grotteria ist eine italienische Stadt in der Metropolitanstadt Reggio Calabria in Kalabrien mit 2844 Einwohnern (Stand 31. Dezember 2023).

## Lage und Daten
Grotteria liegt 107 km nordöstlich von Reggio Calabria an der östlichen Seite der Serre. Die Nachbargemeinden sind Fabrizia (VV), Galatro, Gioiosa Ionica, Mammola, Marina di Gioiosa Ionica, Martone, San Giovanni di Gerace und Siderno.
Der Bahnhof Grotteria lag an der schmalspurigen Bahnstrecke Gioiosa Jonica–Mammola.

## Sehenswürdigkeiten
Im Ort befindet sich die Ruine einer mittelalterlichen Burg. In der erzpriesterlichen Kirche befinden sich Gemälde aus dem 17. Jahrhundert. In der neoklassischen Kirche S. Agazio befindet sich ein Holzkruzifix aus dem 17. Jahrhundert.